# 下村忠助
下村 忠助（しもむら ちゅうすけ、1881年〈明治14年〉10月8日 - 1916年〈大正5年〉5月31日）は、日本の海軍軍人。 第一次世界大戦で観戦武官として戦死した海軍中佐である。海大甲種10期首席。正六位勲四等功四級。

## 略歴
1881年（明治14年）10月8日、山形県米沢市に生まれた。下村正助海軍中将は実弟である。幼くして母と死別し、父と共に北海道根室に移住したが、中学進学のため帰郷し、米沢中学に進んだ。翌年父を失っている。1899年（明治32年）に海軍兵学校に入校し、1902年（明治35年）12月、187名中8番で卒業した(30期)。百武源吾、松山茂のほか、今村信次郎、松浦松見、池田宏平ら同郷の7名が同期生である。
「松島」乗組みとして遠洋航海に参加。帰国後「常磐」乗組みとなり、海軍少尉に任官。同艦乗組みとして日露戦争開戦を迎え、「東雲」乗組みとして日本海海戦に参戦した。その後再び「常磐」へ配乗となり、「浪速」、「周防」、「香取」の各分隊長心得を歴任した。海軍大尉へ進級後、「生駒」分隊長を経て練習艦隊参謀として遠洋航海に参加。海軍兵学校36期らの指導にあたる。36期は南雲忠一、沢本頼雄らのクラスである。
横須賀鎮守府副官兼参謀を経て、1910年（明治43年）に同期生中最初の海軍大学校(以下「海大」)甲種学生（10期）となる。海大同期生は左近司政三、高橋三吉、藤田尚徳らで、下村は首席で卒業した。
その後海大選科学生となっている。1912年（大正元年）12月海軍少佐へ昇進。「淀」水雷長を経て、軍令部参謀として海軍中央勤務となり、次いで海軍省副官兼海軍大臣秘書官となる。当時の大臣は八代六郎、加藤友三郎であった。
1915年（大正4年）9月8日イギリス駐在となり、観戦武官としてイギリスの巡洋戦艦クイーン・メリーに乗艦したが、1916年5月31日にクイーン・メリーは第一次世界大戦中最大の海戦となったユトランド沖海戦で撃沈され、妻と一男一女を残して下村も戦死した。34歳没。同日付で海軍中佐に特進。その葬儀は海軍葬として東京で執り行われた。

## 栄典
位階
- 1904年（明治37年）3月18日 - 正八位[5]
- 1905年（明治38年）2月14日 - 従七位[6]
- 1907年（明治40年）11月30日 - 正七位[7]
- 1913年（大正2年）2月10日 - 従六位[8]
- 1916年（大正5年）5月31日 - 正六位[9]

勲章
- 1906年（明治39年）4月1日 - 功五級金鵄勲章・旭日小綬章・明治三十七八年従軍記章[10]
- 1915年（大正4年）11月7日 - 勲四等旭日小綬章・大正三四年従軍記章[9]
- 1916年（大正5年）5月31日 - 功四級金鵄勲章[9]

外国勲章佩用允許
- 1913年（大正2年）1月22日 - イギリス帝国：ヴィクトリア第四等勲章[11]